# Hội chứng sợ kim tiêm

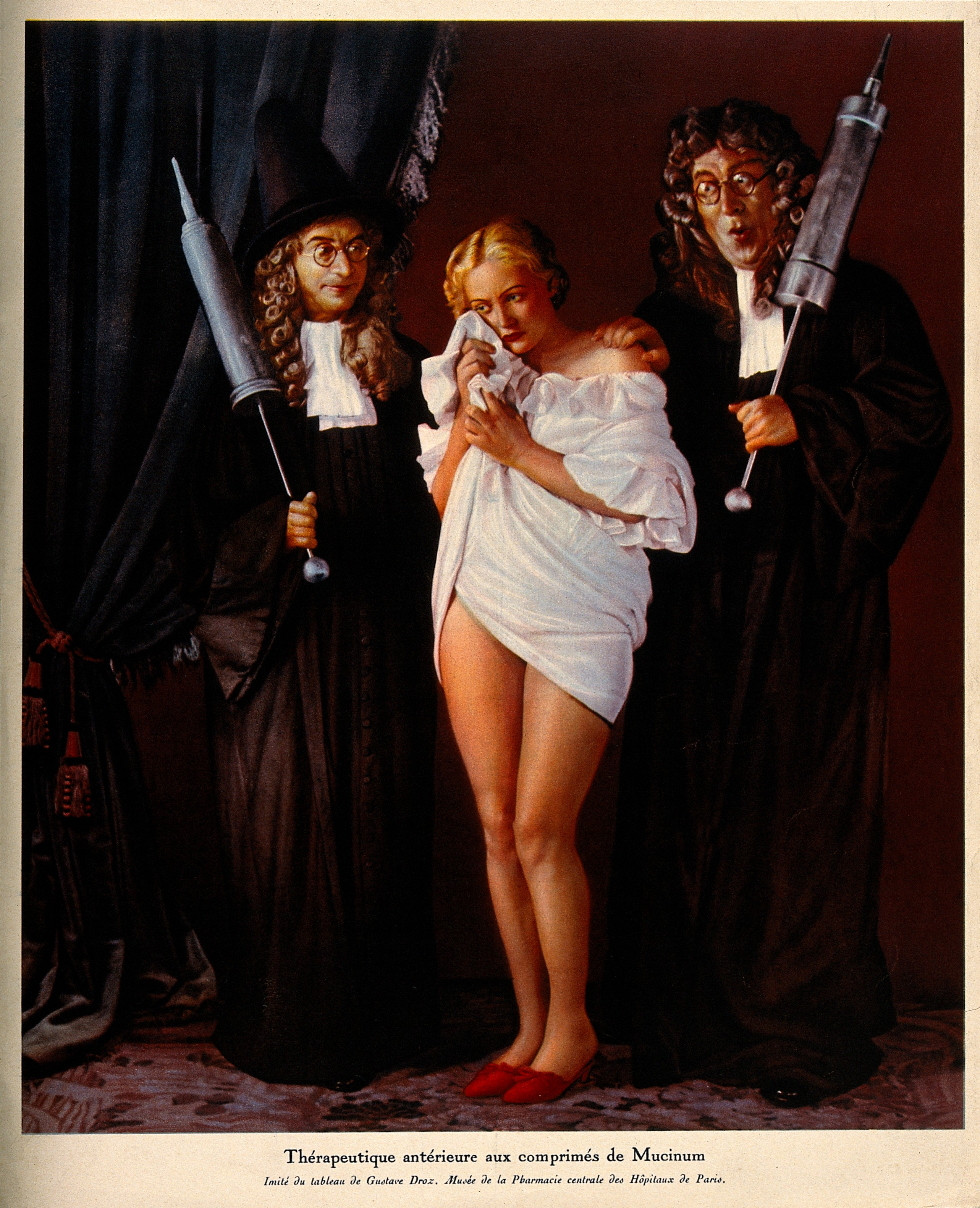
Tranh minh hoạ về hội chứng sợ kim tiêm, trong đó cô gái tưởng tượng ra cây kim tiêm với kích thước quá cở

Hội chứng sợ kim tiêm, được biết đến trong y học như một loại ám ảnh về kim tiêm hoặc các vật nhọn tương tự, là một nỗi sợ hãi cực đoan đối với các thủ tục y tế liên quan đến việc tiêm chích hoặc kim tiêm. Hội chứng sợ kim tiêm còn có tên gọi khác là aichmophobia hoặc belonephobia, mặc dù những thuật ngữ này cũng có thể ám chỉ đến nỗi sợ chung của các vật nhọn. Nó cũng được gọi là trypanophobia, mặc dù nguồn gốc và cách sử dụng của thuật ngữ này gây nhiều tranh cãi.

## Cơ sở tiến hóa
Theo Tiến sĩ James G. Hamilton, tác giả của bài báo tiên phong về hội chứng sợ kim tiêm, có khả năng hình thức của hội chứng này liên quan đến di truyền trong tiến hóa. Ông cho rằng hàng ngàn năm trước con người đã tỉ mỉ tránh vết thương đâm và tỷ lệ người mắc hội chứng sợ kim tiêm sẽ có cơ hội sống sót cao hơn.
Cuộc thảo luận về cơ sở tiến hóa của hội chứng sợ kim tiêm trong bài báo tổng quan của Hamilton liên quan đến loại ám ảnh kim, một loại ám ảnh phụ liên quan đến chấn thương do tiêm. Đây là loại ám ảnh kim đặc trưng bởi việc ngất do thần kinh phế vị. Đầu tiên, có một sự tăng ngắn trong nhịp tim và huyết áp. Điều này được theo sau bởi một sự sụt giảm nhanh chóng trong cả nhịp tim và huyết áp, đôi khi dẫn đến bất tỉnh. Mất ý thức đôi khi kèm theo co giật và nhiều thay đổi nhanh chóng của nhiều yếu tố kích thích khác nhau.
Các bài báo trên tạp chí y khoa khác đã thảo luận về các khía cạnh bổ sung của mối liên kết có thể có giữa việc ngất do thần kinh phế vị và sự tiến hóa trong những ám ảnh của hội chứng sợ kim tiêm.
Một lý thuyết tâm lý tiến hóa giải thích mối liên hệ với việc ngất do thần kinh phế vị là một dạng ngất xỉu và là những tín hiệu được phát triển để đáp ứng với sự xâm lăng trong thời kỳ đồ đá cũ.  Điều này có thể giải thích mối liên hệ giữa ngất xỉu và các kích thích như đổ máu và thương tích.

## Tổng quan
Hội chứng sợ kim tiêm đã được chính thức công nhận vào năm 1994 trong DSM-IV (Cẩm nang chẩn đoán và thống kê, ấn bản thứ 4) như một ám ảnh cụ thể về loại máu / tiêm / thương tích. Những người mắc phải hội chứng sợ kim tiêm thường tránh tiêm chủng, xét nghiệm máu, và trong các trường hợp nghiêm trọng hơn là tránh tất cả các việc liên quan đến chăm sóc y tế.
Người ta ước tính rằng ít nhất 10% người Mỹ trưởng thành sợ bị tiêm, và có khả năng là số lượng thực tế sẽ lớn hơn, vì những trường hợp nặng nhất không bao giờ được ghi nhận do xu hướng tránh việc điều trị y tế của người bệnh.

## Ảnh hưởng
Hội chứng sợ kim tiêm, đặc biệt là ở dạng nặng hơn, thường đi kèm các bệnh ám ảnh và ảnh hưởng tâm lý khác; ví dụ như chứng mất trí, hoặc sợ hãi bất thường khi gặp bác sĩ, thường thấy ở những bệnh nhân có sự ám ảnh về kim.
Một bệnh nhân mắc hội chứng sợ kim tiêm không phải xuất phát từ việc trải qua các lo sợ khi gặp bác sĩ hoặc điều trị y tế. Có nhiều tác nhân khác gây ra hội chứng này ở bên ngoài. Một số trong số đó là máu, thương tích, nhìn thấy kim trực tiếp hoặc thông qua màn hình, ghim giấy, phòng khám, bệnh viện, áo khoác phòng thí nghiệm, áo choàng bệnh viện, bác sĩ, nha sĩ, y tá, mùi sát trùng liên quan đến bệnh viện hoặc thậm chí khi đọc về nỗi sợ hãi.

## Những phương pháp điều trị
Các tài liệu y học cho thấy một số phương pháp điều trị đã được chứng minh có hiệu quả cho trường hợp cụ thể của hội chứng sợ kim tiêm. Sau đây là một số phương pháp điều trị đã được chứng minh là có hiệu quả trong một số trường hợp cụ thể.
- Xịt Ethyl Chloride  (và các tác nhân làm lạnh khác). Dễ dàng quản lý, nhưng chỉ cung cấp sự kiểm soát đau bề ngoài.
- Jet injectorː Jet Injectors hoạt động bằng cách đưa các chất vào cơ thể thông qua một tia khí áp suất cao thay vì bằng kim. Mặc dù loại bỏ kim, một số người báo cáo rằng phương pháp này gây đau nhiều hơn.[1][2] Ngoài ra, chúng chỉ hữu ích trong một số lượng rất hạn chế các tình huống liên quan đến kim tiêm, ví dụ như insulin và một số chủng ngừa.
- Iontophoresisː Iontophoresis gây mê qua da bằng cách sử dụng dòng điện. Nó cung cấp gây mê hiệu quả, nhưng loại này không có sẵn cho người tiêu dùng trên thị trường thương mại và một số coi đó là bất tiện để sử dụng.
- EMLAː EMLA là một loại kem gây tê tại chỗ. Nó là một hỗn hợp eutectic của lidocaine và prilocaine. Nó là một loại kem được kê theo toa tại Hoa Kỳ, và có sẵn mà không cần toa bác sĩ ở một số nước khác. Mặc dù không hiệu quả như iontophoresis, vì EMLA không thâm nhập sâu như thuốc gây mê do iontophoresis, EMLA đơn giản hơn so với iontophoresis. EMLA thâm nhập sâu hơn nhiều so với thuốc gây tê tại chỗ thông thường, và nó hoạt động hiệu quả cho nhiều người. [3]
- Ametopː Dung dịch  Ametop [4] có vẻ hiệu quả hơn EMLA để loại bỏ cơn đau trong khi chích tĩnh mạch. [5]
- Miếng dán Lidocaine / tetracain. Một miếng dán tự tăng nhiệt có chứa hỗn hợp eutectic của lidocaine và tetracain. Loại này có sẵn ở một số quốc gia và đã được các cơ quan chính phủ phê duyệt cụ thể để sử dụng trong các thủ tục liên quan đến kim.[6] Miếng dán này được bán dưới tên thương mại là Synera tại Hoa Kỳ và Rapydan ở Liên minh châu Âu. Mỗi miếng dán được đóng gói trong một túi khí nén. Nó bắt đầu nóng lên một chút khi miếng dán được lấy ra khỏi bao bì và tiếp xúc với không khí. Miếng dán này cần 20 đến 30 phút để đạt được hiệu quả gây mê đầy đủ. Miếng dán Synera đã được Cục Quản lý Thực phẩm và Dược phẩm Hoa Kỳ phê duyệt vào ngày 23 tháng 6 năm 2005.
- Liệu pháp trị liệu hành vi.ːHiệu quả của phương pháp này thay đổi rất nhiều tùy thuộc vào từng người và mức độ nghiêm trọng của họ. Có một số tranh luận về hiệu quả của phương pháp điều trị hành vi đối với các ám ảnh cụ thể (như máu, tiêm, ám ảnh loại chấn thương).
- Nitrous Oxide (Khí gây cười)ː Phương pháp này sẽ cung cấp thuốc an thần và giảm lo âu cho bệnh nhân, cùng với một số tác dụng giảm đau nhẹ.
- Hít khí Gây mê toàn thânː Phương pháp này sẽ loại bỏ tất cả các cơn đau và cũng là tất cả trí nhớ về bất kỳ thủ tục nào liên quan đến  kim. Mặt khác, nó thường được coi là một giải pháp rất khắc nghiệt. Nó không được đảm bảo sự an toàn trong hầu hết các trường hợp. Nó có thể nguy hiểm và tốn kém, thậm chí có thể yêu cầu phải nằm viện.
- Các benzodiazepin, như diazepam (Valium) hoặc lorazepam, có thể giúp làm giảm bớt sự lo lắng về những ám ảnh bằng kim, theo Tiến sĩ James Hamilton. Những loại thuốc này có tác dụng khởi phát trong vòng 5 đến 15 phút sau khi uống. Một liều uống tương đối lớn có thể sẽ cần thiết.